# ニース (ウェールズ)
ニース（Neath；/niθ/ ; ウェールズ語: Castell-nedd）は、イギリス、ウェールズのニース・ポート・タルボット州区にある都市。2011年の人口は19,258人、同年の広域都市部人口は50,658人。スウォンジーから7マイル（11km）東北東に位置する。     

## 歴史

### ローマ帝国統治期
ローマ帝国は紀元43年よりグレートブリテン島南部を属州ブリタンニアとして統治しており、ニース地域の戦略的重要性から、紀元74年頃にニース川の西岸に補助砦を建設している。 
後世になり、砦の外側に、数千の軍隊を収容できるローマ帝国の軍事拠点跡が発見されている  。これは、ニース地域の先住民シルルス（Silures）の抵抗に対するローマ帝国の姿勢を表している。ニースの砦は西暦125年頃から15年間一時放棄され、また、最後のローマ帝国撤退（320年頃）の100年以上前の西暦170年頃に完全に放棄された。   

### 中世
5世紀から6世紀の人物聖イルトゥド（St Illtyd）がニース地域を訪れ、町の北端に現在ラントウィットとして知られる場所に集落を築いた。 聖イルトゥド教会はこの集落に建てられ、11世紀のノルマン征服時代に拡張された。 ノルマン様式の教会の構造は、現在もウェールズ聖公会に見られる 。ニースのウェールズ語名である”Castell-nedd”は、ノルマン時代のニース城（Neath Castle）を表している。ニース城は、後にイングランド王ヘンリー2世 、ジョン王 、エドワード1世が訪れている。 

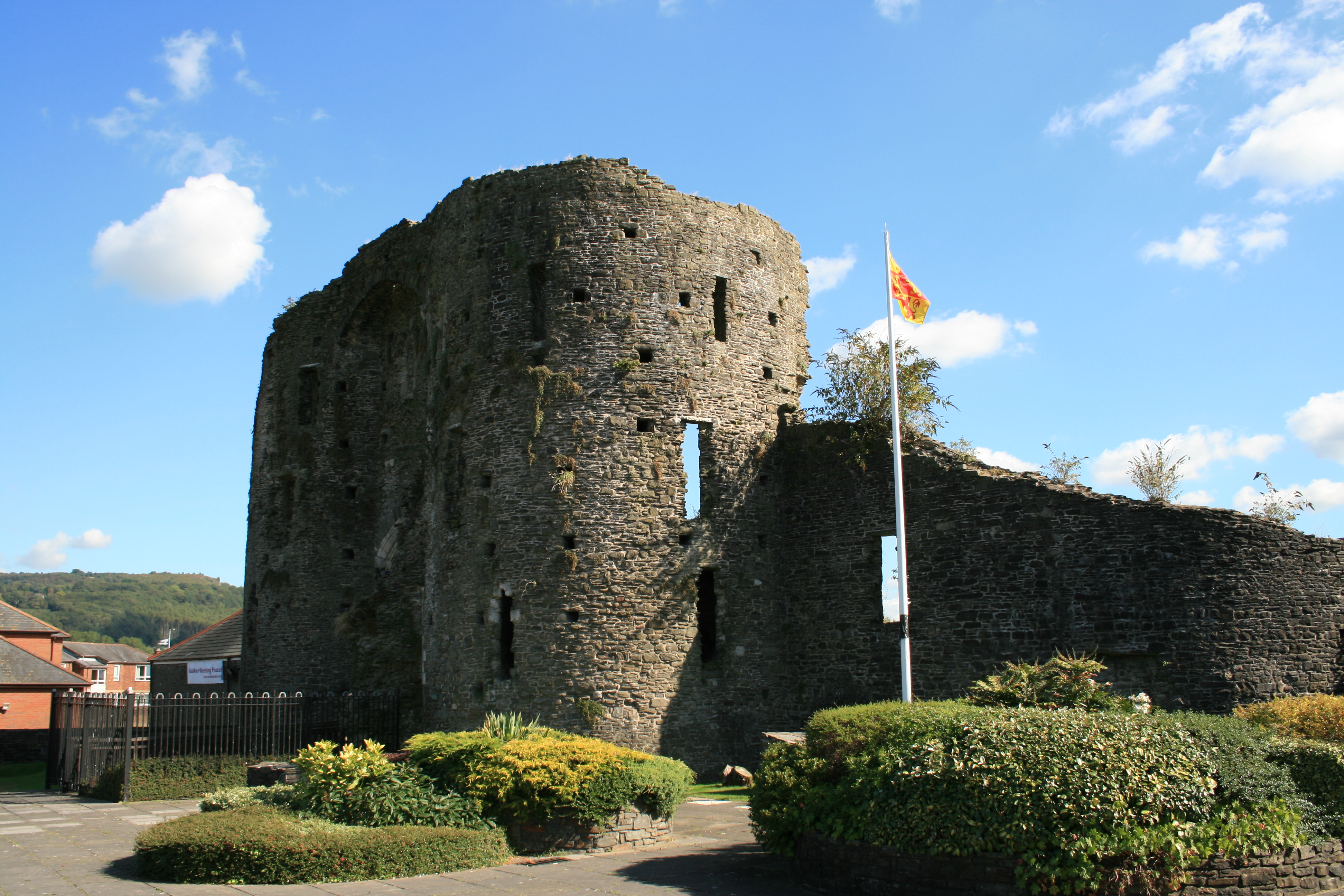
ニース城（Neath Castle）

### 近代以降
18世紀に産業革命が到来し、鉄鋼業、ブリキ業などの新しい製造業が登場し、ニースはマーケットタウンとなった。ニース周囲の渓谷で石炭が広範囲に採掘され、 運河と鉄道の建設によりニースは主要な交通機関の中心となった。クエーカーの起業家ウィリアム・ヤング（William Weston Young）が高炉シリカ耐火レンガを発明した後、シリカが採掘されるようになった。ニースは引き続きマーケットタウンとして機能し、家畜牛の取引も行われた。1922年にBP社により英国初の石油精製所（Llandarcy oil refinery）が建設されるなど、20世紀を通じて産業開発が続いた 。   
ニース川河口は航行可能な三角江となっており、ニースは近年まで河港であった。 近年では、重工業は衰退し、商業と観光が中心産業となっている。 主な観光地としては、 シトー会ニース修道院遺跡、グノール公園、 ニース・インドア・マーケットなどがある。 
1918年、1934年、1994年には、ウェールズ最大の音楽フェスティバルである、ナショナル・アイステッズヴォッド・オブ・ウェールズ（National Eisteddfod of Wales）がニースで開催されている。 

## 著名な出身者
- マーク・ボーエン （1963–）：サッカー選手、指導者
- リチャード・バートン （1925–1984）：俳優
- ベン・デイヴィス（1993–）：サッカー選手
- セシル・グリフィス （1900-1945）：陸上競技選手、1920年アントワープオリンピック1600mリレー金メダリスト
- キャサリン・ジェンキンス （1980–）：メゾソプラノ歌手
- レイ・ミランド （1907–1986）：俳優
- ボニー・タイラー （1951–）：ポップス歌手

## スポーツ
ウェールズ・オールブラックス（Welsh All Blacks）と呼ばれるラグビークラブ、ニース・ラグビーフットボール・クラブ（Neath Rugby Football Club）が活動している。 
1962年、オートバイ・スピードウェイがニースのアビースタジアムで開催された。また、1960年代初頭、ニース修道院近郊でストックカーレースが開催されている。 
ニース最大のサッカークラブであったニース・アスレティック・AFC（Neath Athletic A.F.C.）は、2012年に解散するまでウェルシュ・プレミアリーグに所属していた。  

## 行政
1996年4月より、ニースバラ議会は、1996年4月にニース・ポート・タルボット単一行政体に移譲された。   

## 気候
他のブリテン諸島と同様に、夏は涼しく、冬は穏やかで、風が強く、日照度が低い海洋性気候である。 

## 教育
Dwr-y-Felin総合学校（Comprehensive School）、Cefn Saeson総合学校、Llangatwg総合学校、Ysgol Bae Baglan総合学校が所在している。  

## 交通
グレート・ウエスタン・レイルウェイのサウズ・ウエールズ本線ニース駅から、西方へはスウォンジー駅、カーマーゼン駅、 東方へはポート・タルボット・パークウェイ駅 、ブリジェンド駅、 カーディフ中央駅、 ロンドン・パディントン駅まで鉄道が運行している。また、ヘリフォード駅とシュルーズベリー駅を経由して、 クルー駅とマンチェスター・ピカデリー駅行きも運行している。 
また、スウォンジーおよびポート・タルボット直通のバスが運行されている。       